# Жлеби (замък)
Жлеби (на чешки: Zámek Žleby) е един от средновековните замъци на Чехия, разположен в едноименното селище в окръг Кутна Хора на Средночешкия край. Замъкът е издигнат през XIII век, а през XIX век е преустроен в неоготически стил.

## История
Замъкът Жлеби е построен през XIII век от Смил от Лихтенбурк и сина му Индржих. В източниците замъкът за първи път косвено се споминава през 1289 г., а първото пряко негово споменаване е от 1297 г. Потомците на Смил владеят замъка до 1356 г., когато Жлеби и имотите му са продадени от Анежка от Ландщейн (вдовица на Хинек Лихтенбурк от Жлеби) на крал Карл Люксембург. Вече кралска собственост, замъкът е предаван под владеене на различни управители. През 70—80-те години на 14 век управител на замъка и имотите е Маркварт от Вартенберк, който през 1388 г. е отстранен от владеенето му за участие в метеж против крал Вацлав IV. През 1406 г. Жлеби е закупен от кутнохорския минцмайстер Петър Змързлик от Свойшице.
В периода на хуситските войни, през 1427 г. Жлеби е завладян и разрушен от войските на хуситите, макар и по-късно армията на крал Сигизмунд да превзема замъка с щурм. Новият собственик на замъка, Иржи от Дуби и Визмбурк (през 40-те години на 15 век) го възстановява и преустроява в късноготически стил. През 17 век замъкът е преустроен в духа на Ренесанса, а през 1734 г. придобива вид на резиденция в стил барок. Накрая, в периода 1849—1868 г. под ръководството на архитектите Фр. Шморанц и Б. Шквори, замъкът е реконструиран в модното по това време неоготическо направление, частично възвръщайки първоначалния си вид.
От 15 век замъкът и имотите му често сменят собствениците си. В периода 1754—1942 г. техен владетел е рода Ауершперг. С периода на тяхното владение на замъка е свързана легенда за призрачна гувернантка, блуждаеща в него в строга черна рокля. През 1945 г. Жлеби е национализиран.

### Владетели и притежатели на замъка
- 1289 – 1356 г. рода Лихтенбурк
- 1356—1370 г. притежател е Анежка от Ландщейн
- 1377—1388 г. Маркварт от Вартенберк
- 1396—1397 г. притежател е Щепан от Опочин, вратиславски хетман
- 1397—1401 г. притежател е Ярослав из Опочин, брат на Шепан
- 1401—1402 г. притежател е Индржих Лацембок от Хлум
- 1402—1406 г. притежател е Олдржих от Храдец
- 1406—1421 г. Петър Змързлик от Свойшице
- 1421—1436 г. Хашек Островски от Валдщейн на Детемици
- 1436—? г. Иржи от Дуби и Визмбурк
- ?—1483 г. Ян от Яновице
- 1483—1510 г. Ян Спетъл от Прудице, зет на предишния
- 1510—1522 г. Ян и Дивиш Жегушичти от Нестайов
- 1522—1555 г. рицарят Кунеш Богданецки от Ходков
- 1555—1562 г. Адам Богданецки от Ходков, син на Кунеш
- 1562—1575 г. Алжбета от Нестайов, вдовица на Адам
- 1575—? г. Вацлав Хотоутовски от Небовиди
- 1615—1622 г. Херман Чернин от Худенице
- 1622—1629 г. Карл Лихтенщейн
- 1629—? г. Ян Търчка от Липи
- ?—1634 г. Леонард Гелфрид от Мегау
- 1634—1662 г. дъщерята на Леонард Гелфрид от Мегау
- 1662—1723 г. Йохан Франц фон Кайзерщейн
- 1723—1725 г. граф Карел Яхим Бреда
- 1725—1730 г. рицарят Карл Рихард фон Шмидлин
- 1730—? г. граф Франц фон Шонфелд
- ?—1754 г. графиня Екатерина фон Шонфелд, дъщеря на Франц фон Шонфелд
- 1754—? г. Ян Адам фон Ауершперг
- ?—1811 г. Карл фон Ауершперг, племенник на Ян Адам
- 1811—? г. Винценц фон Ауершперг, племенник на Карл
- ?—1867 г. Винценц Карл фон Ауершперг, син на предния
- 1867—1877 г. Вилхелмина фон Колоредо-Мансфелд, вдовица на Винценц Карл
- 1877—? г. Франц Йосиф фон Ауершперг, син на Винценц Карл
- ?—1942 г. княз Фердинанд фон Ауершперг
- 1942—1945 г. Мария фон Траутмандорф